# Bussen

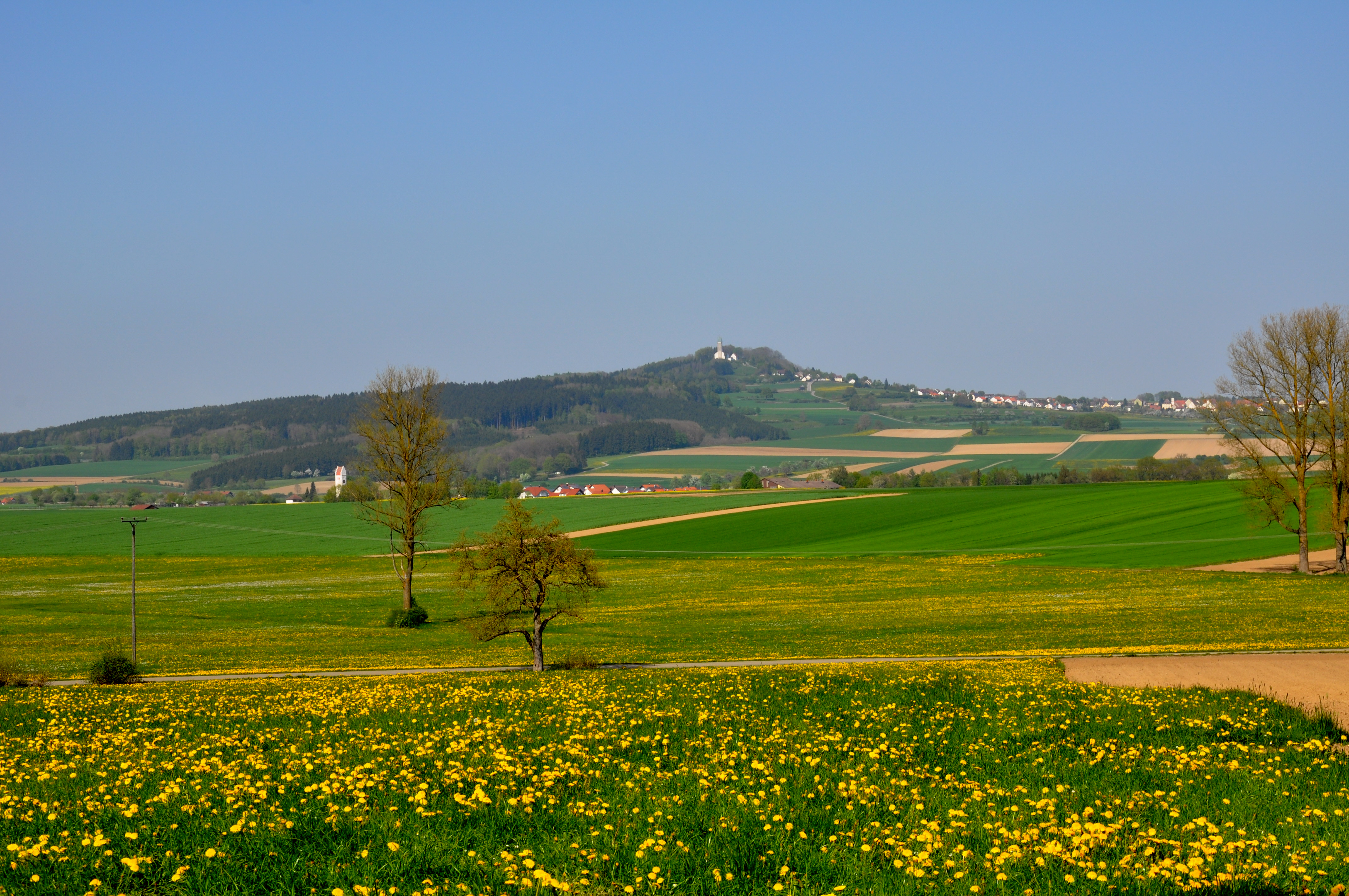
Blick von Heudorf zum Bussen

Der Bussen ist ein 766,7 m ü. NHN hoher Berg in Oberschwaben zwischen Unlingen und Uttenweiler, auf dessen Gemarkung er beim Ortsteil Offingen liegt. Er ist einer der meistbesuchten Wallfahrtsorte Oberschwabens und ein hervorragender Aussichtsberg mit Blick bis zu den Alpen. Manchmal wird er als Hausberg Oberschwabens oder Der Heilige Berg Oberschwabens bezeichnet. Es finden sich Hinweise auf eine keltische und später germanische Kultstätte. Im Jahr 805 ist eine Wallfahrtskirche, die heutige Pfarrkirche St. Johannes Baptist auf dem Bussen, urkundlich erwähnt. Er ist die höchste Erhebung im Landkreis Biberach außerhalb der Schwäbischen Alb, der höchste Punkt des Kreises ist jedoch der 800,8 Meter hohe Rotreiß bei Ittenhausen in der Gemeinde Langenenslingen.

## Bezeichnung
In geschichtlichen Aufzeichnungen wurde der Berg als mons suevus oder Suevia bezeichnet, Eigenname war jedoch 889 Pusso, was teilweise auf buhsa zurückgeführt wurde. Die Bedeutung wäre bei germanischem Ursprung des Wortes Berg oder Höhe.

## Naturraum
Der Bussen ist ein Naturraum der Donau-Iller-Lech-Platte im Hügelland der unteren Riß. Im Handbuch der naturräumlichen Gliederung Deutschlands von Meynen/Schmithüsen (1953–1962) wird der Bussen als naturräumliche Untereinheit 042.10 bezeichnet.

## Geographie und Lage
Die Entstehung des Bussens hängt mit der Alpen-Auffaltung im Tertiär zusammen. Eine etwa acht Meter dicke Schicht aus Sylvanakalk schützt den Berg vor der Abtragung. Die Gletschermassen der Eiszeit konnten die Höhe von 767 m nicht überwinden und so blieb der Aussichtsberg bis heute erhalten. Der Bussen liegt im nordwestlichen Teil des Landkreises Biberach in Baden-Württemberg zwischen dem Federsee und der Stadt Riedlingen. Direkt am Südhang des Berges liegt Offingen, ein Teilort der Gemeinde Uttenweiler. Bei guter Fernsicht lassen sich vom Berg aus sowohl das Ulmer Münster als auch die Alpenkette von den Bayerischen Voralpen bis zu den Berner Alpen erkennen.
Die Landschaft des Bussen und seine nahe Umgebung sind Teil des 1969 ausgewiesenen, 14,1 km² großen Landschaftsschutzgebiets Bussen.

## Vor- und Frühgeschichte
Zahlreiche Lesefunde bezeugen eine Besiedlung des Berges in der Mittelbronzezeit sowie der entwickelten Urnenfelder- und Hallstattzeit. Die Wichtigkeit der Bussenregion in der Hallstattzeit zeigen die Funde von Unlingen (Unlinger Reiter), die 2016 etwa 3,5 km nordnordwestlich des Berges bei einer Rettungsgrabung zum Vorschein kamen. Von 2019 bis 2021 wurde nun der Bussen selbst erstmals systematisch archäologisch untersucht vom Landesamt für Denkmalpflege Baden-Württemberg im Rahmen des von der Deutschen Forschungsgemeinschaft (DFG) geförderten Langfristprojektes, das sich mit der frühkeltischen Besiedlung im Umfeld der Heuneburg befasst. Mittlerweile deutet sich an, dass von der mittleren Bronzezeit bis zur frühen Urnenfelderzeit (ca. 1600 v. Chr. – 1100 v. Chr.) die nahe gelegene Heuneburg als überregionales Machtzentrum fungierte. In der entwickelten Urnenfelderzeit erfolgte ein Wechsel des Machtsitzes zum Bussen. Erst um 620 v. Chr. verlagerte sich der Machtsitz bis ca. 450 v. Chr. erneut auf die Heuneburg. Die Bussensiedlung bestand während der Zeit aber weiter. Nach Abschluss der archäologischen Ausgrabung werden nun die zahlreichen Daten und Funde ausgewertet.

## Geschichte

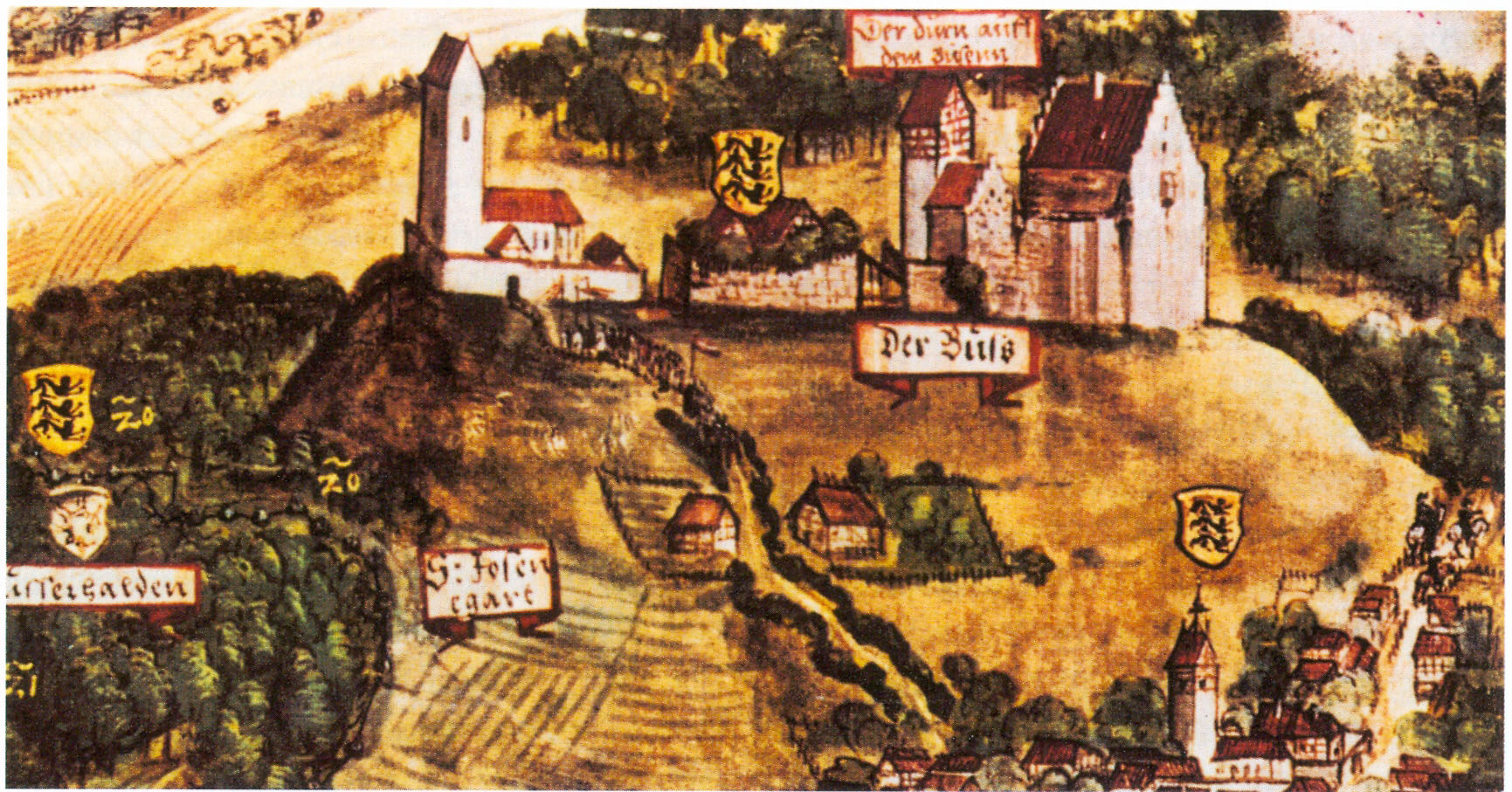
Der Bussen mit Burg und Kirche; Ausschnitt aus der Landtafel des oberen Donaugebietes von 1589, Landesmuseum Württemberg, Stuttgart

Aufgrund seiner exponierten Lage wurde der Bussen vermutlich schon in frühester Zeit besucht und verehrt. Bereits die Kelten brachten auf diesem Berg ihre Fruchtbarkeitsopfer dar. Uralte Sagen von Riesen und verborgenen Schätzen ranken sich um den Bussen. Vielleicht reicht sogar die Bitte um ein „Bussakindle“ bis in diese Vorzeit zurück. Deshalb pilgern auch viele jungverheiratete Paare sonntags auf den Berg.
Die im ersten nachchristlichen Jahrhundert wichtige römische, west-östliche Fernstraßenverbindung von Straßburg nach Augsburg, heute von Historikern Donausüdstraße genannt, überkreuzt den flachen südlichen Anstieg des Bussens. Einige Historiker vermuten ein noch unentdecktes römisches Kastell im Bereich des Bussens, weil die Entfernung zwischen den bekannten römischen Garnisonen in Mengen und in Emerkingen für einen Tagesmarsch zu weit ist.
An einen festen römischen Wachturm wurde eine Burg angebaut, die in alten Schriften „suevia“ (Schwaben) genannt wurde. Als der älteste bekannte Besitzer wird Graf Gerold († 799) genannt, der Schwager Karls des Großen. Eine Urkunde aus dem Jahre 805 belegt die Existenz einer Kirche auf dem Gipfel des Bussen, als sie an das Kloster St. Gallen übertragen wurde.
Schon früh stand auf dem Berg eine aus „Vorderburg“ und „Hinterburg“ bestehende Burg Bussen, von der noch der Bergfried der „Hinterburg“ existiert. Vermutlich war der Bussen der Stammsitz der Gaugrafen von der Folkoltsbar, aus denen später auch die Grafen von Veringen hervorgingen. In dieser Zeit spielt auch die Erzählung Wolfrat von Veringen. 1291 verkauften die Grafen von Veringen die Herrschaft Bussen mit allen Besitzungen an Rudolf von Habsburg.
1387 wurde Berg und Burg von den Habsburgern an das Haus Waldburg verpfändet. Im Laufe des Dreißigjährigen Kriegs wurde die Burg im Jahre 1633 durch schwedische Truppen zerstört. Der Bussen hatte damit seine politische und militärische Rolle eingebüßt. Von der Ruine Bussen sind neben dem Bergfried, der heute als Aussichtsturm dient, nur noch Mauerreste erhalten.
1786 verkauften die Waldburger die Herrschaft Bussen an den Reichsfürsten Karl Anselm von Thurn und Taxis. 1806, mit dem Ende des Heiligen Römischen Reiches deutscher Nation fiel der Bussen an das Königreich Württemberg.
Am 31. August 1958 wurde auf dem Bussen ein Heimkehrer-Mahnmal eingeweiht. Eine Gedenktafel erinnert an die in den Weltkriegen – vor allem in Rommels Afrikakorps – gefallenen Soldaten aus Oberschwaben. Am 8. Mai 1985 hielt der Landkreis Biberach eine Gedenkfeier anlässlich des 40. Jahrestags des Kriegsendes ab. Zehn Jahre später wurde eine Gedenkfeier zum 50. Jahrestag des Endes des Zweiten Weltkriegs abgehalten.
Seit September 1996 lebt eine kleine Kommunität von drei Franziskanerinnen vom Kloster Sießen auf dem Bussen. Damals konnte die Kirchengemeinde Offingen zusammen mit der Diözese Rottenburg-Stuttgart das Haus auf dem Bussen erwerben. Der Bussen ist bis heute ein Wallfahrtsort. Das Gnadenbild zieht jährlich eine große Pilgerschar an.

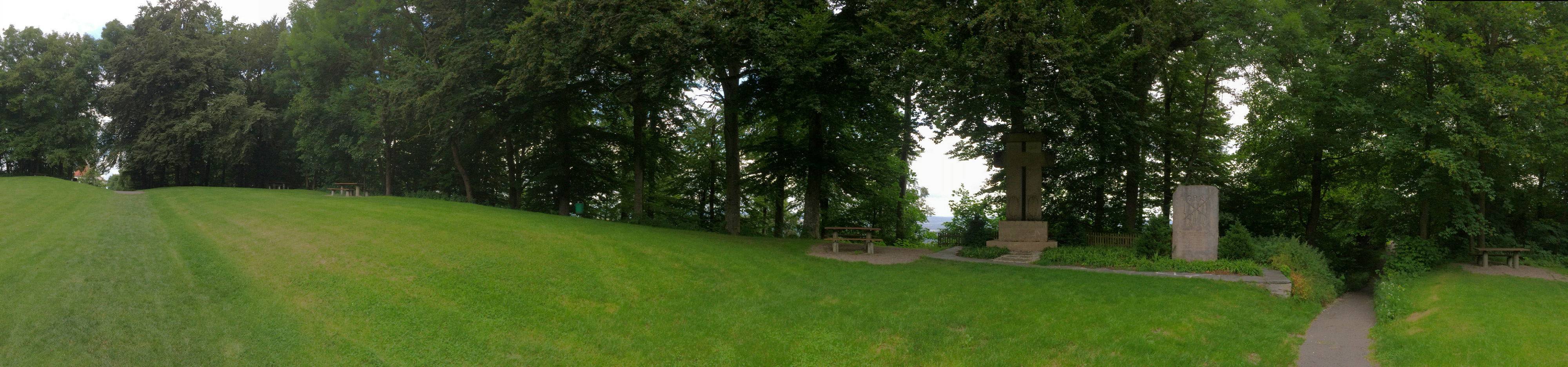
Gelände der ehemaligen Vorderburg mit Denkmal für die Gefallenen des Ersten Weltkriegs und Heimkehrerdenkmal
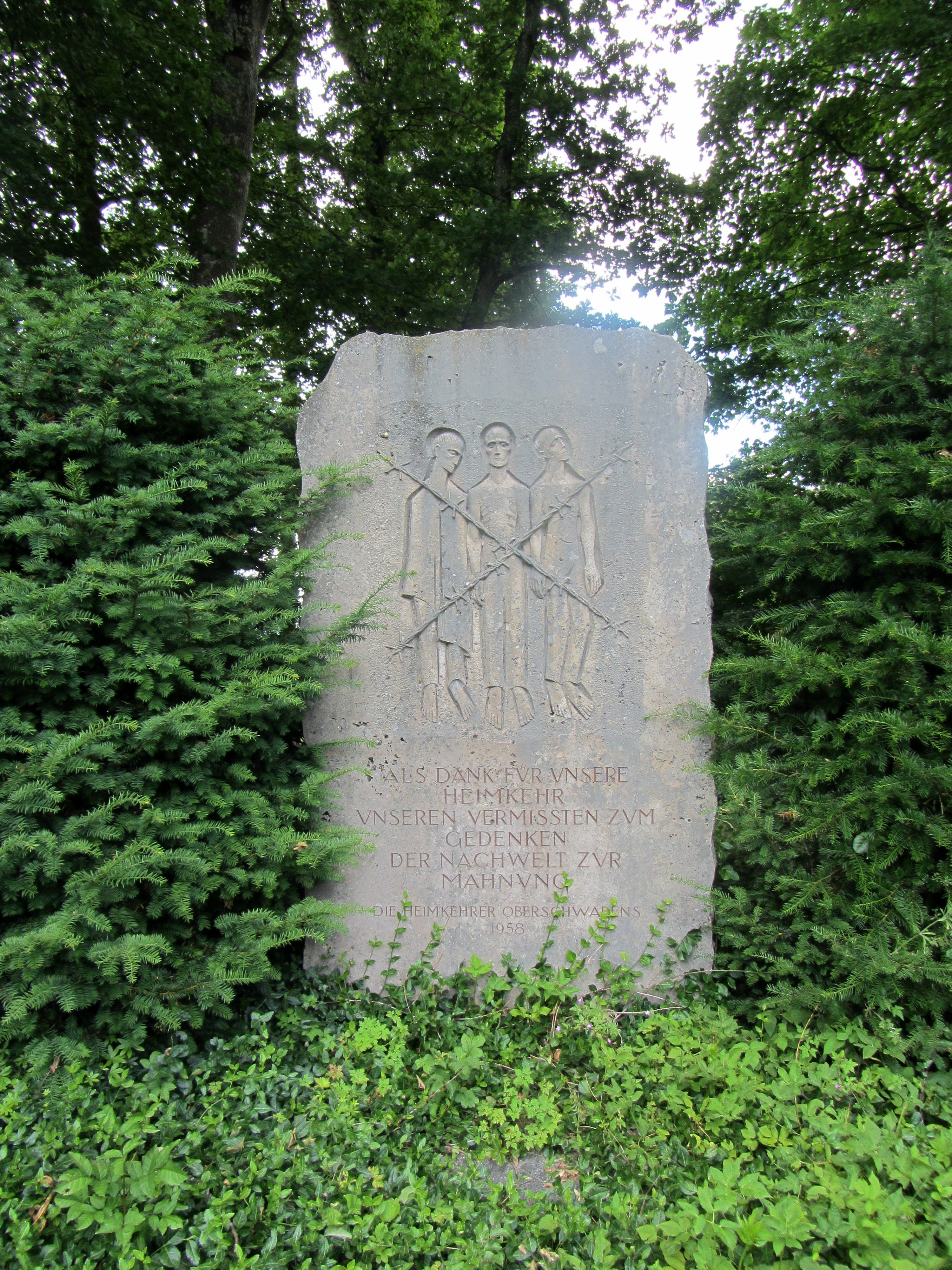
Heimkehrerdenkmal
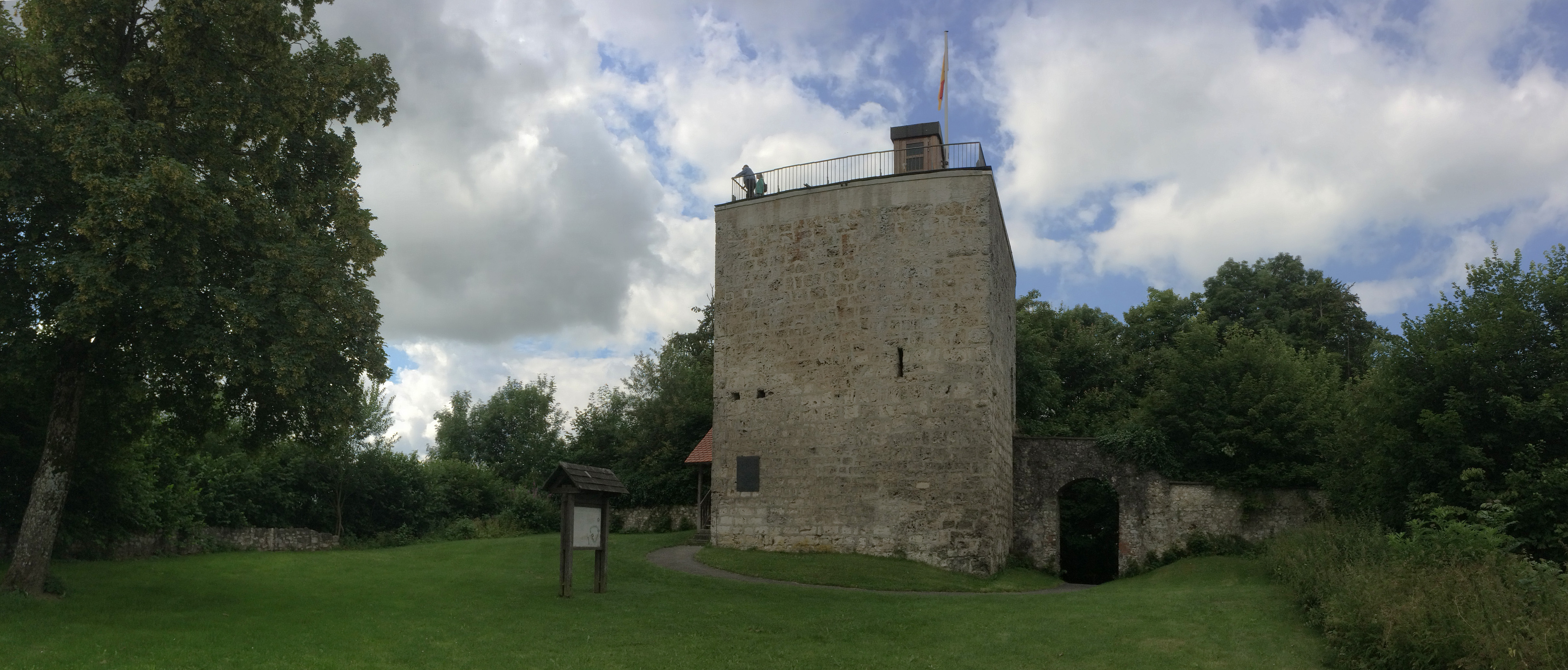
Bergfried der ehemaligen Hinterburg
Blick vom Bergfried

## Wallfahrtskirche

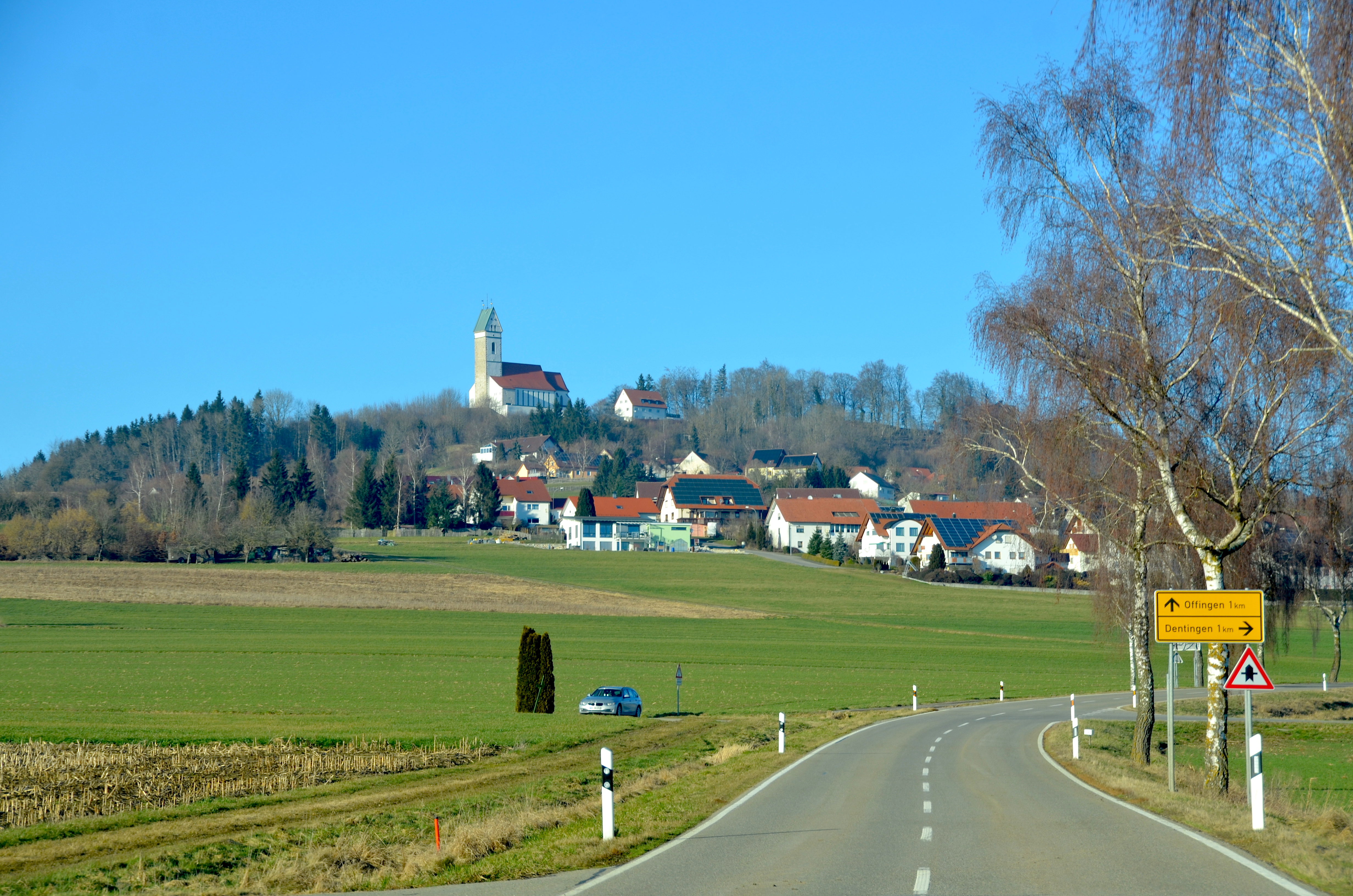
St. Johannes Baptist auf dem Bussen, Offingen (Uttenweiler)

Eine Kirche auf dem Bussen wird erstmals in einer Urkunde von 805 erwähnt. Die jetzige Wallfahrtskirche St. Johann Baptist stammt aus dem Jahr 1516. Das heutige Erscheinungsbild ist das Ergebnis von Restaurierungsarbeiten aus den Jahren 1960–1962.
Wallfahrten zur Verehrung der schmerzhaften Muttergottes sind auf dem Bussen seit 1521 bezeugt. Seit den 1950er Jahren ist der Bussen Ziel der großen Männer- und Familienwallfahrt am Pfingstmontag.
Eine Wallfahrt der Treue des Verbandes der Heimkehrer zu dem am 31. August 1958 eingeweihten Heimkehrer-Mahnmal findet ebenfalls jedes Jahr statt.